# 68-ма паралель північної широти
68-ма паралель північної широти — лінія широти, що лежить на 68 градусів північніше земної екваторіальної площини, за Північним полярним колом, в Арктиці. Вона проходить через Атлантичний океан, Європу, Азію та Північну Америку.
На цій широті під час літнього сонцестояння сонце видно 24 години (полярний день), а під час зимового сонцестояння протягом доби тривають цивільні сутінки.
68-ма паралель північної широти є межею між південною та арктичною зонами в Національній топографічній системі Канади, у якій діапазон довготи кожного аркуша карти подвоюється, коли меридіан перетинає цю широту, прямуючи на північ.

## Список географічних об'єктів, що перетинає 68° пн. ш.
Починаючи з Гринвіцького меридіану та рухаючись на схід, 68-ма паралель північної широти проходить через:
| Координати                                                   | Країна, територія або море | Примітки |
| ------------------------------------------------------------ | -------------------------- | --- |
| 68°0′ пн. ш. 0°0′ сх. д. / 68.000° пн. ш. 0.000° сх. д.      | Атлантичний океан          | Норвезьке море |
| 68°0′ пн. ш. 13°0′ сх. д. / 68.000° пн. ш. 13.000° сх. д.    | Норвегія                   | Нурланн — проходить через острів Москенесьой[en], Лофотенські острови                                                                                  |
| 68°0′ пн. ш. 13°17′ сх. д. / 68.000° пн. ш. 13.283° сх. д.   | Норвезьке море             | Вестфьорд |
| 68°0′ пн. ш. 15°4′ сх. д. / 68.000° пн. ш. 15.067° сх. д.    | Норвегія                   | Нурланн — проходить через острів Енгельойа[en], Лофотенські острови                                                                                    |
| 68°0′ пн. ш. 15°7′ сх. д. / 68.000° пн. ш. 15.117° сх. д.    | Норвезьке море             | Протока Скагстадсундет[no] |
| 68°0′ пн. ш. 15°4′ сх. д. / 68.000° пн. ш. 15.067° сх. д.    | Норвегія                   | Нурланн — проходить через острови Лундьойа[en] і Фінньойа[en] (Лофотенські острови) і материк                                                          |
| 68°0′ пн. ш. 13°17′ сх. д. / 68.000° пн. ш. 13.283° сх. д.   | Норвезьке море             | Вестфьорд |
| 68°0′ пн. ш. 15°4′ сх. д. / 68.000° пн. ш. 15.067° сх. д.    | Норвегія                   | Нурланн — проходить через острови Енгельойа[en], Лундьойа[en] та Фінньойа[en] і материк                                                                |
| 68°0′ пн. ш. 13°17′ сх. д. / 68.000° пн. ш. 13.283° сх. д.   | Норвезьке море             | Вестфьорд |
| 68°0′ пн. ш. 15°6′ сх. д. / 68.000° пн. ш. 15.100° сх. д.    | Норвегія                   | Нурланн — проходить через острови Енгельойа[en], Лундьойа[en] та Фінньойа[en] і материк                                                                |
| 68°0′ пн. ш. 17°1′ сх. д. / 68.000° пн. ш. 17.017° сх. д.    | Швеція                     | Лапландія — проходить через Норрботтен |
| 68°0′ пн. ш. 17°48′ сх. д. / 68.000° пн. ш. 17.800° сх. д.   | Норвегія                   | Нурланн — приблизно на 5,8 км |
| 68°0′ пн. ш. 17°56′ сх. д. / 68.000° пн. ш. 17.933° сх. д.   | Швеція                     | Лапландія — проходить через Норрботтен |
| 68°0′ пн. ш. 23°33′ сх. д. / 68.000° пн. ш. 23.550° сх. д.   | Фінляндія                  | Лапландія |
| 68°0′ пн. ш. 29°25′ сх. д. / 68.000° пн. ш. 29.417° сх. д.   | Росія                      | Мурманська область — проходить через Кольський півострів                                                                                               |
| 68°0′ пн. ш. 39°58′ сх. д. / 68.000° пн. ш. 39.967° сх. д.   | Біле море                  | |
| 68°0′ пн. ш. 44°14′ сх. д. / 68.000° пн. ш. 44.233° сх. д.   | Росія                      | Ненецький автономний округ Півострів Канін |
| 68°0′ пн. ш. 46°33′ сх. д. / 68.000° пн. ш. 46.550° сх. д.   | Баренцове море             | |
| 68°0′ пн. ш. 49°43′ сх. д. / 68.000° пн. ш. 49.717° сх. д.   | Росія                      | Ненецький автономний округ Республіка Комі Ямало-Ненецький автономний округ                                                                            |
| 68°0′ пн. ш. 73°6′ сх. д. / 68.000° пн. ш. 73.100° сх. д.    | Карське море               | Обська губа |
| 68°0′ пн. ш. 74°48′ сх. д. / 68.000° пн. ш. 74.800° сх. д.   | Росія                      | Ямало-Ненецький автономний округ |
| 68°0′ пн. ш. 77°12′ сх. д. / 68.000° пн. ш. 77.200° сх. д.   | Карське море               | Тазівська губа |
| 68°0′ пн. ш. 77°30′ сх. д. / 68.000° пн. ш. 77.500° сх. д.   | Росія                      | Ямало-Ненецький автономний округ Красноярський край Якутія Чукотський автономний округ                                                                 |
| 68°0′ пн. ш. 176°31′ зх. д. / 68.000° пн. ш. 176.517° зх. д. | Чукотське море             | |
| 68°0′ пн. ш. 165°15′ зх. д. / 68.000° пн. ш. 165.250° зх. д. | США                        | Аляска |
| 68°0′ пн. ш. 141°0′ зх. д. / 68.000° пн. ш. 141.000° зх. д.  | Канада                     | Юкон Північно-Західні території Нунавут |
| 68°0′ пн. ш. 115°7′ зх. д. / 68.000° пн. ш. 115.117° зх. д.  | Затока Коронейшн           | Проходить північніше островів Купер[en], Беренс[en] та Лавфорд[en] Проходить північніше острова Хепберн[en] Проходить південніше островів Джеймсон[en] |
| 68°0′ пн. ш. 110°9′ зх. д. / 68.000° пн. ш. 110.150° зх. д.  | Канада                     | Нунавут |
| 68°0′ пн. ш. 110°0′ зх. д. / 68.000° пн. ш. 110.000° зх. д.  | Затока Кілухіктук[en]      | |
| 68°0′ пн. ш. 109°26′ зх. д. / 68.000° пн. ш. 109.433° зх. д. | Канада                     | Нунавут — проходить через острови Чепмен[en] |
| 68°0′ пн. ш. 109°0′ зх. д. / 68.000° пн. ш. 109.000° зх. д.  | Затока Кілухіктук[en]      | Проходить північніше острова Каннуяк[en] та через острови Кікіктар'юак[en]                                                                             |
| 68°0′ пн. ш. 107°53′ зх. д. / 68.000° пн. ш. 107.883° зх. д. | Канада                     | Нунавут |
| 68°0′ пн. ш. 103°17′ зх. д. / 68.000° пн. ш. 103.283° зх. д. | Затока Королеви Мод        | |
| 68°0′ пн. ш. 98°59′ зх. д. / 68.000° пн. ш. 98.983° зх. д.   | Канада                     | Нунавут — проходить через острів О'Рейлі[en], півострів Клучак[en] та півострів Аделейд                                                                |
| 68°0′ пн. ш. 96°6′ зх. д. / 68.000° пн. ш. 96.100° зх. д.    | Затока Чантрі[en]          | |
| 68°0′ пн. ш. 95°25′ зх. д. / 68.000° пн. ш. 95.417° зх. д.   | Канада                     | Нунавут |
| 68°0′ пн. ш. 88°20′ зх. д. / 68.000° пн. ш. 88.333° зх. д.   | Затока Коммітті            | |
| 68°0′ пн. ш. 86°48′ зх. д. / 68.000° пн. ш. 86.800° зх. д.   | Канада                     | Нунавут — проходить через острів Вельс[en] та півострів Мелвілл                                                                                        |
| 68°0′ пн. ш. 82°9′ зх. д. / 68.000° пн. ш. 82.150° зх. д.    | Затока Фокс                | |
| 68°0′ пн. ш. 77°2′ зх. д. / 68.000° пн. ш. 77.033° зх. д.    | Канада                     | Нунавут — проходить через острів принца Чарльза, острів Ейр-Форс[en] та Баффінову Землю                                                                |
| 68°0′ пн. ш. 64°46′ зх. д. / 68.000° пн. ш. 64.767° зх. д.   | Дейвісова протока          | |
| 68°0′ пн. ш. 50°20′ зх. д. / 68.000° пн. ш. 50.333° зх. д.   | Гренландія                 | Аваннаата Сермерсоок |
| 68°0′ пн. ш. 31°49′ зх. д. / 68.000° пн. ш. 31.817° зх. д.   | Атлантичний океан          | Гренландське море Норвезьке море |